# Pádraig Flynn

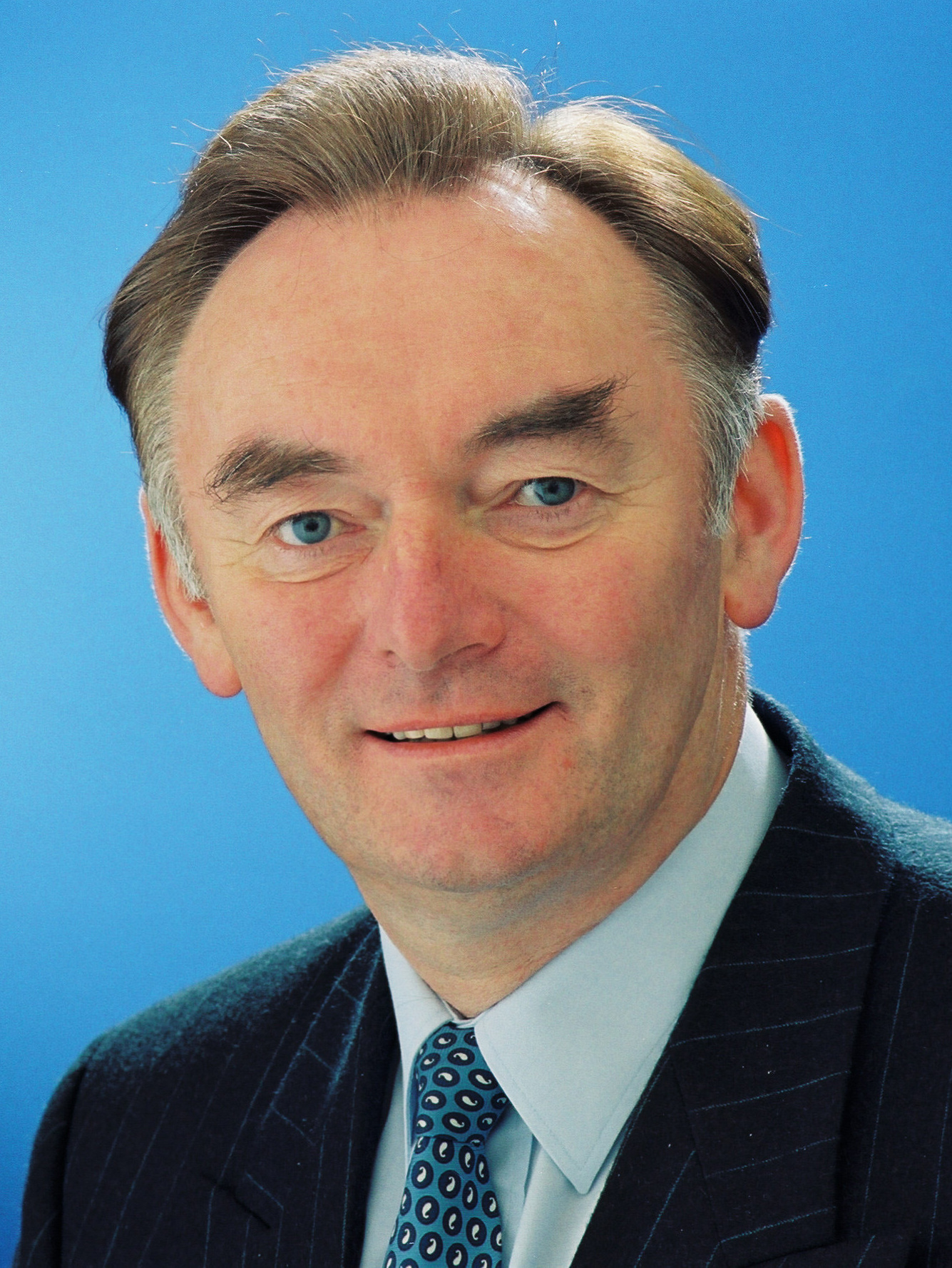
Pádraig Flynn en 1994.

Pádraig Flynn (Castlebar, 1939) es un político irlandés. Ministro en varias ocasiones, formó parte de la Comisión Europea, brazo ejecutivo de la Unión Europea entre 1993 y 1999.
En las elecciones generales de 1977 fue elegido diputado al Dáil Éireann por el partido político conservador Fianna Fáil. En octubre de 1982, en la remodelación del gobierno realizada por Charles Haughey, fue nombrado Ministro de Comercio y Turismo, cargo que ocupará hasta finales del mismo año al perder su partido las elecciones generales. En marzo de 1987, su partido vuelve al gobierno y fue nombrado Ministro de Medio Ambiente en un nuevo de gobierno de Haughey, puesto que ocupa fines al 1991. En la elección de Albert Reynolds como Taoiseach en febrero de 1992 Flynn fue nombrado Ministro de Justicia, cargo que compagina con la cartera de Industria y Comercio a partir de noviembre del mismo año y que abandona en enero de 1993 por convertirse en miembro de la Comisión Europea. En la formación de la tercera comisión liderada por Jacques Delors fue nombrado Comisario Europeo de Trabajo y Asuntos Sociales sustituyendo a Vasso Papandreou, cargo que también ocupa en la Comisión Santer y en la interina Comisión Marín siendo sucedido por Anna Diamantopoulou.
- Datos: Q1968551
- Multimedia: Pádraig Flynn / Q1968551